# Смирнова, Светлана Ивановна
Смирнова Светлана Ивановна (род. 1 сентября 1958, г. Темиртау, Карагандинская область, Казахская ССР) — советская и российская балерина, Заслуженная артистка РСФСР (1987). По окончании Пермского хореографического училища (педагог Л. П. Сахарова), в 1977—1982 годах — в Пермском театре оперы и балета. В 1983—1990 годах — солистка Московского музыкального театра им. Станиславского и Немировича-Данченко.
Исполнила партии в телеэкранизациях балетов: Нина («Маскарад», 1985), Балерина («Девять танго и …Бах», 1986), Дездемона, Офелия, Джульетта («Шекспириана», 1988).
В 1991—1992 годах работала по контракту в театре «Сан-Карлуш» (Лиссабон). С 1992 года работает по контрактам в Государственном театре классического балета, Санкт-Петербургском Михайловском театре, в театрах Перми, Казани.

## Театральные работы
- Одиллия
- Китри
- Золушка
- Жизель
- Сванильда[1]
- Балерина («Девять танго и… Бах», 1985, балетмейстер Д. А. Брянцев)
- Сильфида («Сильфида», 1986, хореография А. Бурнонвиля, постановка О. М. Виноградова)
- Джульетта (1990, балетмейстер В. В. Васильев)
- Принцесса Флорина и Аврора («Спящая красавица»)
- Повелительница дриад («Дон Кихот»)
- Беатриче («Слуга двух господ»)
- Солистка («Пахита»)
- Ассоль («Алые паруса»)
- Франческа («Франческа да Римини»)
- Солистка («Вечерние танцы»)
- Розина («Браво, Фигаро!»)
- Девица-краса («Конек-Горбунок»)
- Сильфида («Шопениана» — 7-й вальс и мазурка)

## Призы и награды
- Медаль «За трудовую доблесть» (14 ноября 1980 года) — за большую работу по подготовке и проведению Игр XXII Олимпиады[2].
- Заслуженная артистка РСФСР (13 января 1987 года).
- 2-я премия Международного конкурса артистов балета в Москве (1981).
- 3-я премия Международного конкурса артистов балета в Осаке (1984).